# Cerodontha unguicornis
Cerodontha unguicornis este o specie de muște din genul Cerodontha, familia Agromyzidae, descrisă de Friedrich Georg Hendel în anul 1932. Conform Catalogue of Life specia Cerodontha unguicornis nu are subspecii cunoscute.